# 太阳山镇
太阳山镇，是中华人民共和国宁夏回族自治区吴忠市红寺堡区下辖的一个乡镇级行政单位。。
2011年11月30日，宁夏回族自治区人民政府批复同意将太阳山镇西部地域划出，设立柳泉乡

## 行政区划
太阳山镇下辖以下地区：
买河村、周新村、种畜场一队、周圈村、红星村、田原村、巴庄村、小泉村、兴民村、潘河村和白塔水村。